# Bodegón de caza, hortalizas y frutas
El Bodegón de caza, hortalizas y frutas de Juan Sánchez Cotán, a veces conocido como Bodegón del cardo, es por su fecha (1602) una de las primeras naturalezas muertas europeas. Es una pintura ejecutada al óleo sobre lienzo y mide 68 centímetros de alto por 89 cm de ancho. 
En este bodegón se representan varios pájaros cazados (serines, jilgueros y gorriones), unas frutas colgando (limones y manzanas) y, al lado derecho, la enorme figura de un cardo. Otras hortalizas se alinean en esta especie de alféizar, ventana o fresquera, marco geométrico del que parecen sobresalir como un trampantojo: tres zanahorias y dos rábanos. El bodegón era un género muy característico del siglo XVII.
Este cuadro se expone en el Museo del Prado de Madrid, a donde llegó por compra gracias a los fondos del Legado Villaescusa (1991) y a los beneficios de la exposición de Velázquez del año anterior. 
Perteneció anteriormente al infante Sebastián Gabriel. En 1835 le fue incautado, junto con el resto de su colección, por haberse adherido a la causa carlista. Tres años más tarde ingresó en el extinto Museo de la Trinidad. Aunque este museo fue absorbido en 1872 por el Prado, el cuadro no pasó a éste, puesto que once años atrás (1861) la colección le había sido devuelta al infante, permaneciendo en poder de sus herederos hasta que el Prado se lo compró a Teresa Mariátegui, viuda de Manfredo de Borbón. 
Destacan en este bodegón el abigarramiento, extraño al pintor ya que solía preferir las composiciones sencillas y de pocos elementos, y el realismo de los elementos representados. Como es usual en los bodegones de Sánchez Cotán, las viandas se sitúan en un marco iluminado contra un fondo absolutamente negro, lo que permite resaltar su volumen y sus texturas. Este bodegón repite elementos presentes en otros ejemplares, como el cardo o las aves, pero tanto su calidad como la perfecta ordenación de los elementos y la sugerencia del espacio lo convierten en una de las obras maestras de su autor, y obra clave del género de la naturaleza muerta del Barroco.